# 萬卡斯帕塔區
萬卡斯帕塔區（西班牙語：Distrito de Huancaspata），是秘魯的一個區，位於該國西北部拉利伯塔德大區的帕塔斯省，面積247.48平方公里，海拔高度2,900米，2005年人口6,527，人口密度每平方公里26人。